# Io, Don Giovanni
Io, Don Giovanni es una película hispano-italiana que busca reproducir la vida de Lorenzo da Ponte, un conocido libretista del siglo XVIII que trabajó con importantes compositores de la época, especialmente Wolfgang Amadeus Mozart, para quien escribiría el libreto de algunas de sus obras maestras, como la ópera Don Juan, Don Giovanni, en el original en italiano.

## Sinopsis
Cuenta la vida de Lorenzo da Ponte (Lorenzo Balducci), amigo de Giacomo Casanova (Tobias Moretti) en Venecia y letrista de Wolfgang Amadeus Mozart (Lino Guanciale). Este hombre participó en obras tan populares como Las bodas de Fígaro, Così fan tutte o Don Giovanni. Trabajó en la capital austríaca con Mozart tras ser desterrado de Italia por la Inquisición "a causa de su vida licenciosa y repleta de desmanes". Gracias a la ayuda del también compositor Antonio Salieri (Ennio Fantastichini), del que también fue libretista, se trasladará a Viena donde, a pesar de que esté obligado a escribir obras en italiano, lo hará para varios compositores. Tras la muerte del Emperador José II (Roberto Accornero), se verá obligado a abandonar Viena, y tras una estancia en Londres, se trasladará finalmente a la ciudad de Nueva York. Es una historia dramática y con mucha pasión.

## Rodaje
La película inició su rodaje en el año 2006. Se eligió entre otros muchos los estudios de cine de la ciudad de Alicante, la Ciudad de la Luz, los cuales empezaron a producir películas en el 2005. También eligieron para rodar otras escenas de exteriores el paisaje de Italia, donde se trasladaron tras acabar los necesario en Alicante.
La película se estrenó el 12 de septiembre de 2009 en Canadá. En otros países como Japón y España no se estrenó hasta el 2010. Tras el estreno salió a la luz que la película tuvo un presupuesto de diez millones de dólares.

## Recepción
El film recibió una nominación -al diseño de producción- en los Premios del Cine Europeo del año 2010.